# 吉野恵悟
吉野 恵悟（よしの けいご、1987年10月27日 - ）は、日本のプロレスのレフェリー。大阪府大東市出身、東京都世田谷区在住。

## 経歴
大阪府立大東高等学校卒業。中学の同級生とコンビを組みM-1グランプリに出場するなど芸人として活動。
プロレス好きの芸人が集まったイベントにレフェリーとして参加したのをきっかけに、レフェリーとして大阪プロレスに入社。
2007年6月30日、大阪・デルフィン・アリーナにて、小峠篤司対タダスケ戦でデビュー。
2008年3月15日、デルフィン・アリーナ道頓堀大会でのブラックバファロー対秀吉戦の試合中に巻き込まれて左上腕骨粉砕骨折の重傷を負い全治9か月と診断されるも3か月後には医師に無断でリングに復帰。この影響で今でも左上腕には8本のボルトとプレートが埋め込まれている。
2009年の大阪プロレスに長州力が参戦した時の4対4のタッグマッチで、試合中にリングに入ろうとする長州力を止めようとするが、長州に腹蹴りを喰らったことで肋骨にヒビが入っていたことが、後日病院に行った際に発覚した。
大阪プロレス入社当初よりレフェリーと平行して団体職員としても働き、他団体選手や外国人選手の招聘を担当していた。
2010年秋ごろより、関西を中心に展開しているパチンコ情報のフリーペーパーにコラムなどの連載を開始。
2014年4月、大阪プロレスの活動停止に伴い、先駆舎に移籍。活動拠点を東京に移してプロレスリングFREEDOMS、スターダム、東京女子プロレスなどでも裁くことがある。
また、ニコニコ動画のニコニコプロレスチャンネルのOSAKA女子プロレス中継では、GAMIと共にコメンタリー実況を務める。
2017年2月3日、先駆舎からMAKAIに移籍。

## 得意技
- レフェリーコルバタ
- レフェリースペル・ラナ
- 各種激しいツッコミ

## 人物
- 大会前には前説を担当。テレビ、ラジオ、イベントに出演することもある。
- ツッコミのほかにもボケをかますこともある。
- 競艇が趣味で、競馬愛好家が多いプロレス業界で競艇を広めようと画策している。

## メディア出演
- ニコニコプロレスチャンネル各種番組（MC）
- こんせいそんのスタジオ生放送!（ニコニコ生放送・YouTube Live・平和島競艇場公式チャンネル）（不定期出演）